# 서중호
서중호(1959년 9월 28일 ~ )는 대한민국의 기업인이다. 현재 아진산업 대표이사 회장, 대우전자부품 대표이사와 우신산업 대표이사 회장을 역임하고 있다. 또한, 달성 서 씨 현감공파 입향조인 동고(東皐) 서사선 선생의 14세 종손 서재승(경산신문 회장)의 장남이다.

## 학력
- 대건고등학교
- 대구대학교 토목공학 학사

## 주요경력
- 우신산업 대표이사 사장
- 아진산업 대표이사 사장
- 대우전자부품 대표이사 사장
- 아진카인텍 대표이사 사장
- 현대자동차 기아자동차 협동회 총무
- 현대자동차 기아자동차 협력회 경주지역 분회 회장
- 한국비치발리볼연맹 제7대 회장
- 대구시 장애인 체육회 상임부회장
- 전(사)한국선비문화수련원 이사장
- 경북 테니스협회 회장
- 경북경영자총협회 이사
- 성균관 부관장
- 재단법인 양준혁 야구재단 이사
- 성균관 유교방송국 사장
- 한국실용로봇연구원 이사
- 경북IT융합산업기술센터 이사

## 가족
- 아버지 : 서재승 경산신문 초대 회장, 동고 서사선 선생의 14세 종손[1]
- 어머니 : 안선옥[2]
  - 동생 : 서경희 / 곽영 (원장)[3]
  - 동생 : 서현호 (원장) / 김문경[4]
  - 동생 : 서효정 / 정명환 (오토아이티 대표)[5]
  - 배우자 : 성영주[6]

## 상훈
- 2010년 : 노사문화대상 국무총리상과
- 2013년 : 일자리 창출 유공자 대통령 표창장 수상
- 2015년 : 경상북도 클린경영대상
- 2016년 : 중기청 주관"미래를 이끌 존경받는 기업인"수상

1. ↑  “경산신문”. 《서중호 아진산업 대표》 (경산신문).[깨진 링크(과거 내용 찾기)]
2. ↑  “메일신문”. 《[부음] 서중호 아진산업 대표 부친》 (메일신문).
3. ↑  “메일신문”. 《[부음] 서중호 아진산업 대표 부친》 (메일신문).
4. ↑  “신문인용”. 《[부음] 서중호 아진산업 대표 부친》 (메일신문).
5. ↑  “메일신문”. 《서중호 부친》 (메일신문).
6. ↑  “영남신문”. 《서중호 아진》 (영남신문).